# NGC 6982
NGC 6982 é uma galáxia espiral barrada (SBa) localizada na direcção da constelação de Indus. Possui uma declinação de -51° 51' 46" e uma ascensão recta de 20 horas, 57 minutos e 18,3 segundos.
A galáxia NGC 6982 foi descoberta em 8 de Julho de 1834 por John Herschel.